# 스페인 승마학교
스페인 승마학교(독일어: Spanische Hofreitschule)는 비엔나에 있는 오스트리아 기관으로, 고전 마장마술의 보존과 유명한 리피차너 말을 활용해 호프부르크에서 공연을 한다. 이곳은 카드르 누아르, 포르투갈 승마 예술 학교, 왕립 안달루시아 학교와 더불어 세계에서 가장 명망 있는 클래식 승마 아카데미인 "빅 4" 중 하나다.

## 위치
스페인 승마학교는 비엔나 중심부의 호프부르크 안에 있는 미하엘러플라츠와 요제프스플라츠 사이에 있다. 공연은 1729년에서 1735년 사이에 지어진 겨울 승마 학교에서 열린다. 겨울 승마 학교의 홀은 주로 흰색이고 베이지색과 밝은 회색이 약간 섞여 있다. 황제 카를 6세의 초상화는 2층 발코니 위에 있고 입구 맞은편에 있다(승마자들이 말을 타기 전에 항상 경례를 한다).
스페인 승마 학교는 헬덴베르크-베츠도르프-니더외스터라이히에 여름 마구간도 있다. 68마리의 종마는 7월과 8월에 7주 동안 그곳으로 옮겨져 방목장이 있는 마구간에 보관된다. 이 기간 동안 말은 떼를 지어 다니지 않고 대신 근처 숲에서 마구간을 만든다.

## 역사
스페인 승마학교는 1565년 합스부르크 군주정 시대에 처음 명명되었으며, 이는 앙투안 드 플루비넬의 프랑스인의 승마 관리보다 훨씬 앞선 시기였으며, 세계에서 가장 오래된 승마 학교이다. 기록에 따르면 나무로 된 승마 경기장은 1565년에 처음 개장하였지만, 1729년에야 황제 카를 6세가 건축가 요제프 에마누엘 피셔 폰 에를라흐에게 현재 사용 중인 흰색 승마장을 짓는 목적으로 위임했다. 이전에는 학교가 요제프스플라츠의 나무 경기장에서 운영했다. 한동안 승마장은 다양한 의식에 사용되었지만, 현재는 대중에게 공개되어 종마의 훈련과 공연을 볼 수 있다.
스페인 승마학교는 학교에서만 사용하는 리피잔 품종은 스페인 말에서 이름을 따왔다. 스페인 승마학교에 있는 말은 오스트리아 슈타이어마르크 서부의 피버 마을 근처에 있는 피버 국립 종마장(영어 : Piber Federal Stud) 에서 번식된다. 이 품종을 개발하는 데 사용된 원래 종마장 중 하나는 현대 슬로베니아의 트리에스테 근처에 있는 리피카(영어 : Lipica) 였으며, 이 품종의 이름을 따왔다.

## 방법
승마 학교에서 사용 중인 기술들은 프랑수아 로비숑 드 라 게리니에르가 개발하였다. 전투마의 몸과 정신을 강화하고 그를 최고의 운동선수로 만들기 위해 사용했으며, 공격을 위한 목적으로 활용한 것은 아니다. 모든 동작은 말의 움직임이 자연스러운 동작이 생길 때 기술들을 사용한다.
말의 나이에 따라 3단계의 기술을 배우는 과정이 있다.
1. 앞으로 타기(독일 : Remontenschule) :